# Triebel/Vogtl.
Triebel/Vogtl. is een gemeente en plaats in de Duitse deelstaat Saksen, en maakt deel uit van de Vogtlandkreis.
Triebel/Vogtl. telt 1.215 inwoners.
Adorf ·
Auerbach ·
Bad Brambach ·
Bad Elster ·
Bergen ·
Bösenbrunn ·
Eichigt ·
Ellefeld ·
Elsterberg ·
Falkenstein ·
Grünbach ·
Heinsdorfergrund ·
Klingenthal ·
Lengenfeld ·
Limbach ·
Markneukirchen ·
Mühlental ·
Mühltroff ·
Muldenhammer ·
Netzschkau ·
Neuensalz ·
Neumark ·
Neustadt/Vogtl. ·
Oelsnitz ·
Pausa-Mühltroff ·
Plauen ·
Pöhl ·
Reichenbach im Vogtland ·
Rodewisch ·
Rosenbach/Vogtl. ·
Schöneck/Vogtl. ·
Steinberg ·
Theuma ·
Tirpersdorf ·
Treuen ·
Triebel/Vogtl. ·
Weischlitz ·
Werda ·
Zwota